# Embidopsocus mexicanus
Embidopsocus mexicanus är en insektsart som beskrevs av Edward L. Mockford 1987. Embidopsocus mexicanus ingår i släktet Embidopsocus och familjen boklöss. Inga underarter finns listade i Catalogue of Life.